# Lee Jae-yong (doanh nhân)
Lee Jae-yong (Tiếng Hàn: 이재용, Hanja: 李在鎔) sinh ngày 23 tháng 6 năm 1968 còn được biết đến với tên gọi Jay Y. Lee, là doanh nhân người Hàn Quốc và chủ tịch đương nhiệm thế hệ thứ 3 của tập đoàn Samsung. Ông là con trai cả và con trai duy nhất của Lee Kun-hee - cố chủ tịch thế hệ thứ 2 của tập đoàn này. Bản thân ông cũng thường được truyền thông Hàn Quốc gọi với biệt danh "Thái tử Samsung" hoặc "Người thừa kế Samsung". Ngoài tiếng Hàn là ngôn ngữ mẹ đẻ, ông còn thông thạo tiếng Anh và tiếng Nhật. Tài sản của Lee được ước tính trị giá vào khoảng hơn 8 tỷ đô la Mỹ, khiến ông trở thành người giàu thứ ba ở Hàn Quốc.

## Làm việc tại Samsung
Lee bắt đầu làm việc tại Samsung trong năm 1991. Ông bắt đầu với chức vụ trưởng phòng Kế hoạch và Chiến lược và sau đó là Chánh văn phòng phụ trách chăm sóc khách hàng - một vị trí quản lý tạo ra để dành riêng cho Lee. Triển vọng làm lãnh đạo tương lai cho tập đoàn này tỏ ra mơ hồ khi cha ông từ chức chủ tịch do trốn thuế. Tuy nhiên, trong tháng 12 năm 2009, hy vọng kế nhiệm lại hồi sinh khi Lee đã trở thành CEO của Samsung Electronics. Từ tháng 12 năm 2012, ông được thăng chức lên Phó chủ tịch. Ông là một trong những cổ đông chính, giám sát dịch vụ tài chính cho tất cả các công ty con của Samsung, ông cũng sở hữu 11% cổ phần của Samsung SDS.
Vào ngày 12 tháng 1 năm 2017, văn phòng công tố viên Hàn Quốc cho biết sẽ sớm đưa ra quyết định rằng có nên tìm một lệnh bắt giữ đối với Lee. Lee bị thẩm vấn trong hơn 22 giờ do sự nghi ngờ về các hoạt động bất hợp pháp, kể cả hối lộ; trong một vụ bê bối khiến Tổng thống Park Geun-hye bị luận tội.
Ngày 16 tháng 1 năm 2017, văn phòng Công tố viên quyết định tìm kiếm một lệnh bắt giữ đối với Lee. Tuy nhiên, trát bắt của cơ quan công tố bị từ chối dựa trên phán quyết của Tòa án Tối cao từ 19 tháng 1, với chánh án Cho Eui-yeon nói rằng đó là điều "khó có thể công nhận sự cần thiết" đối với việc bắt buộc phải tạm giam ông.
Ngày 17/2, Tòa án quận Trung tâm Seoul cho biết Phó chủ tịch Tập đoàn Samsung Lee Jae-yong đã chính thức bị bắt giữ nhằm phục vụ công tác điều tra vụ bê bối chính trị liên quan tới tổng thống đang bị luận tội Park Geun-hye. Người phát ngôn của tòa án cho biết việc bắt giữ Lee Jae-yong ở thời điểm hiện tại là cần thiết do những cáo buộc và bằng chứng mới trong vụ việc.
Trong năm 2014, Lee được xếp hạng người quyền lực thứ 35 trên thế giới và là người quyền lực nhất Hàn Quốc bởi tạp chí Forbes trong Danh sách những người quyền lực nhất thế giới cùng với cha ông. Vào tháng 1 năm 2017, Lee tiếp tục dính líu vào một vụ bê bối do nhận hối lộ và bị bỏ tù, chờ có bản cáo trạng và xét xử của tòa án.
Ngày 25 tháng 10 năm 2020, cha ông, chủ tịch Samsung Lee Kun-hee qua đời sau một thời gian dài chống chọi với bệnh tật, quyền điều hành đế chế kinh doanh đa ngành lớn nhất Hàn Quốc này giờ đây chính thức được chuyển giao lại cho Lee.

## Phong cách quản lý
Ông được biết đến với quyết tâm, sự lạnh lùng nhưng cũng rất lịch sự, ông luôn giữ thái độ im lặng trong công việc, tránh những tranh cãi không cần thiết. Lee thường mất khá nhiều thời gian để trả lời cho các e-mail cá nhân. Ông cũng luôn giữ một thái độ nhẹ nhàng đối với các phóng viên.

## Cuộc sống cá nhân
Lee ít được thấy ở nơi công cộng và bản thân ông cũng tránh sự công khai. Ông có ba chị em gái, bao gồm Lee Boo-jin, Lee Seo-hyun và Lee Yoon-hyung.
Ông có 2 con, một con trai và một con gái với vợ cũ Lim Se-ryung, người mà ông đã ly dị vào năm 2009. Lee thích chơi golf và cưỡi ngựa.